# フォートローダーデール駅
フォートローダーデール駅（英語：Fort Lauderdale Station）は、フロリダ州フォートローダーデール サウスウェスト21st・テラス200にある駅。 全米各地を結ぶ旅客鉄道のアムトラックとマイアミ近郊の通勤輸送を担うトライレールが乗り入れている。当駅は昔のシーボード・エア・ライン鉄道の駅である。

## 利用可能な鉄道路線／列車
アムトラックのフォートローダーデール駅に発着する列車は下記の通り。
ニューヨークとマイアミ間の夜行長距離列車シルバー・メティオ号…1日1往復停車
ニューヨークとマイアミ間の夜行長距離列車シルバー・スター号…1日1往復停車
マンゴーニア・パーク駅とマイアミ空港駅を結ぶトライレール

## ギャラリー

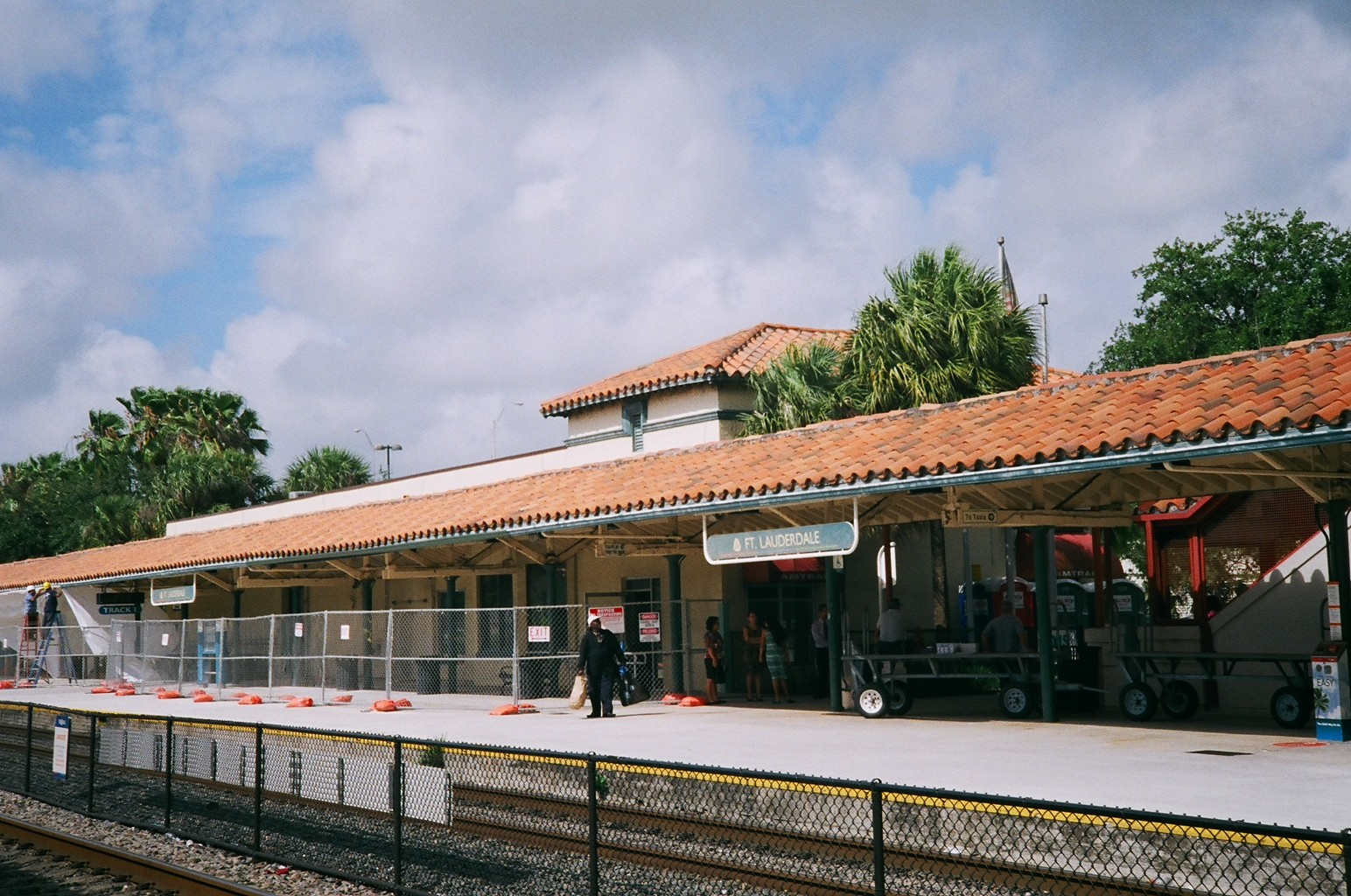
2013年,改修中の駅舎
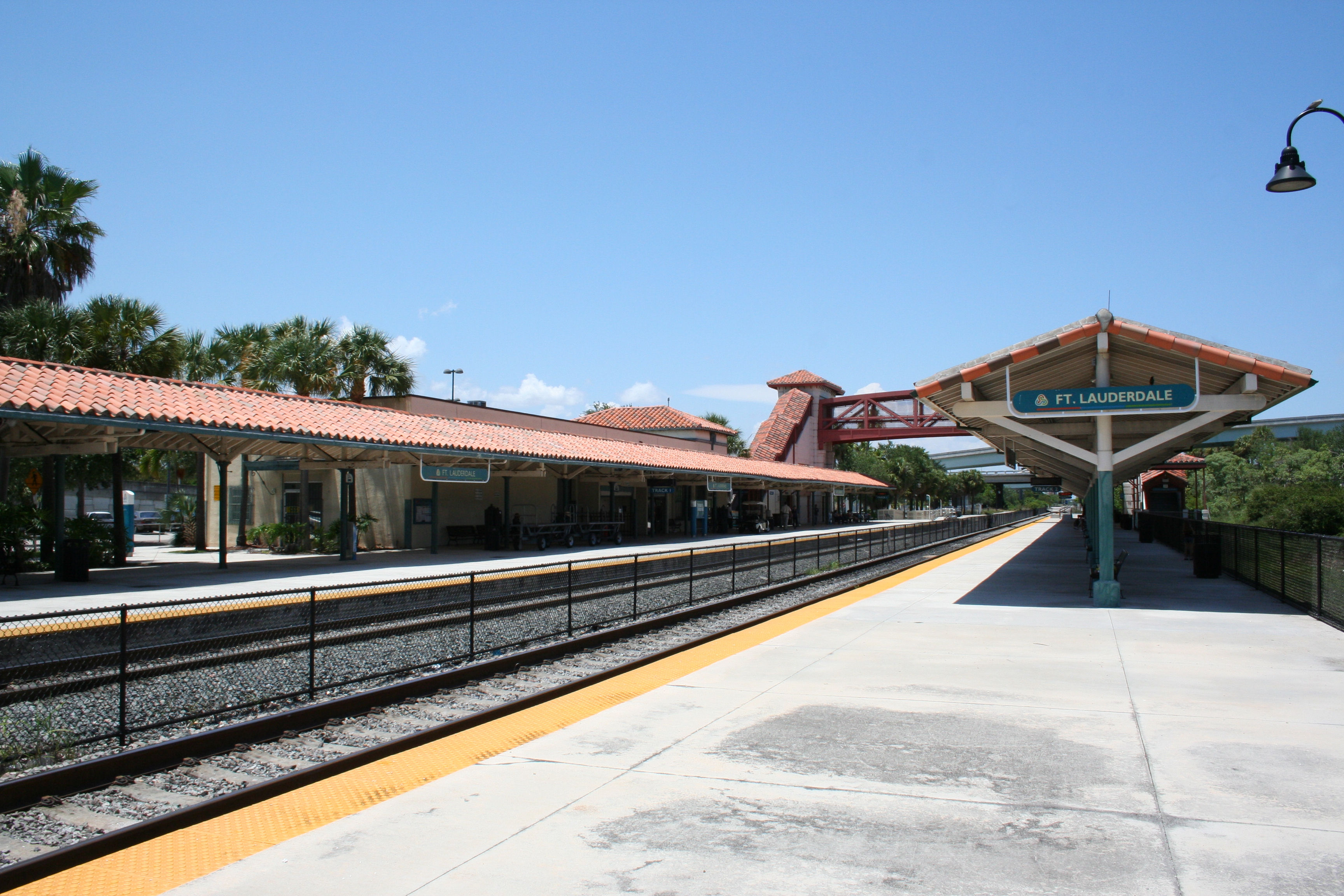
ホームから駅舎を望む
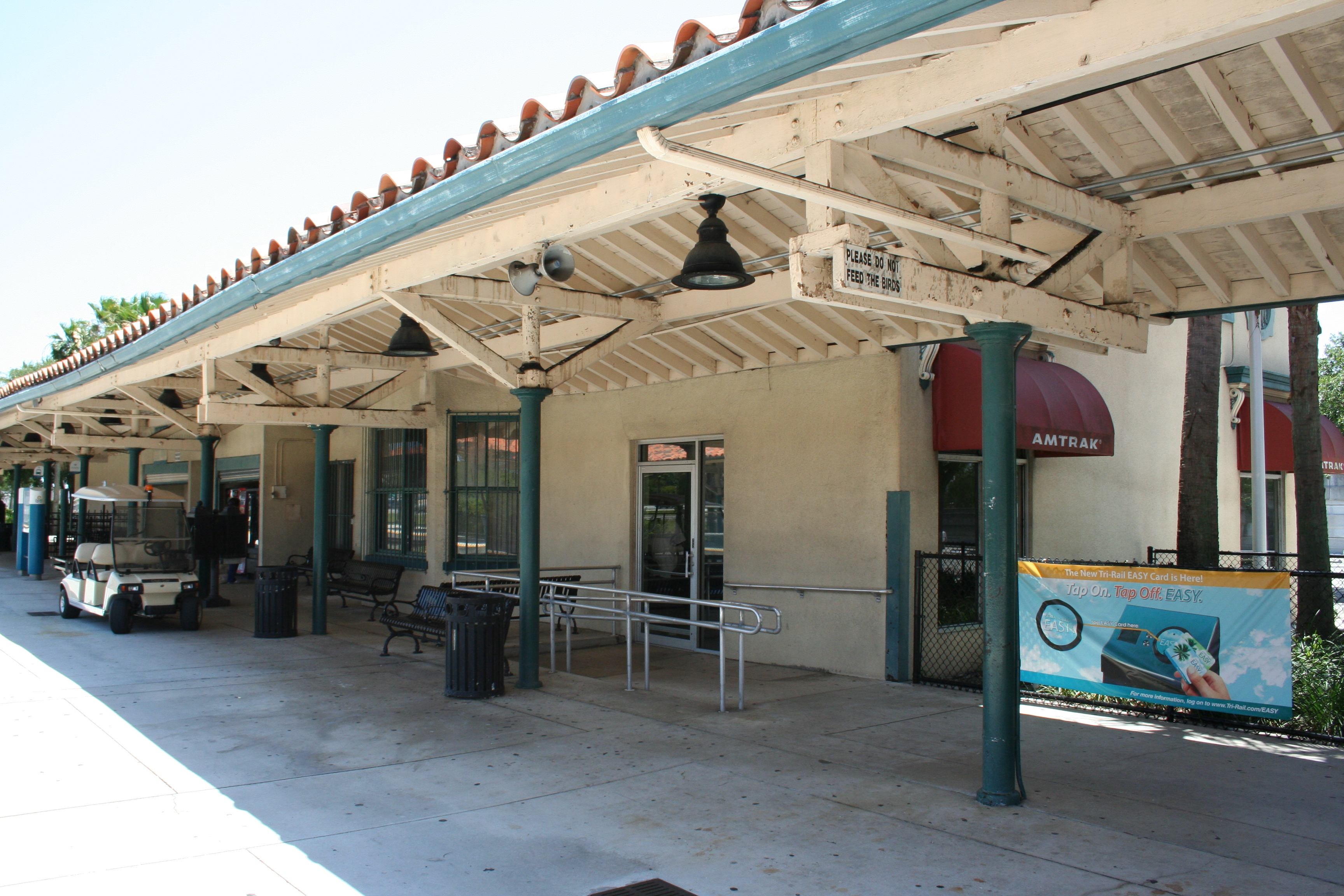
旧シーボード・エア・ライン鉄道の駅舎北西側
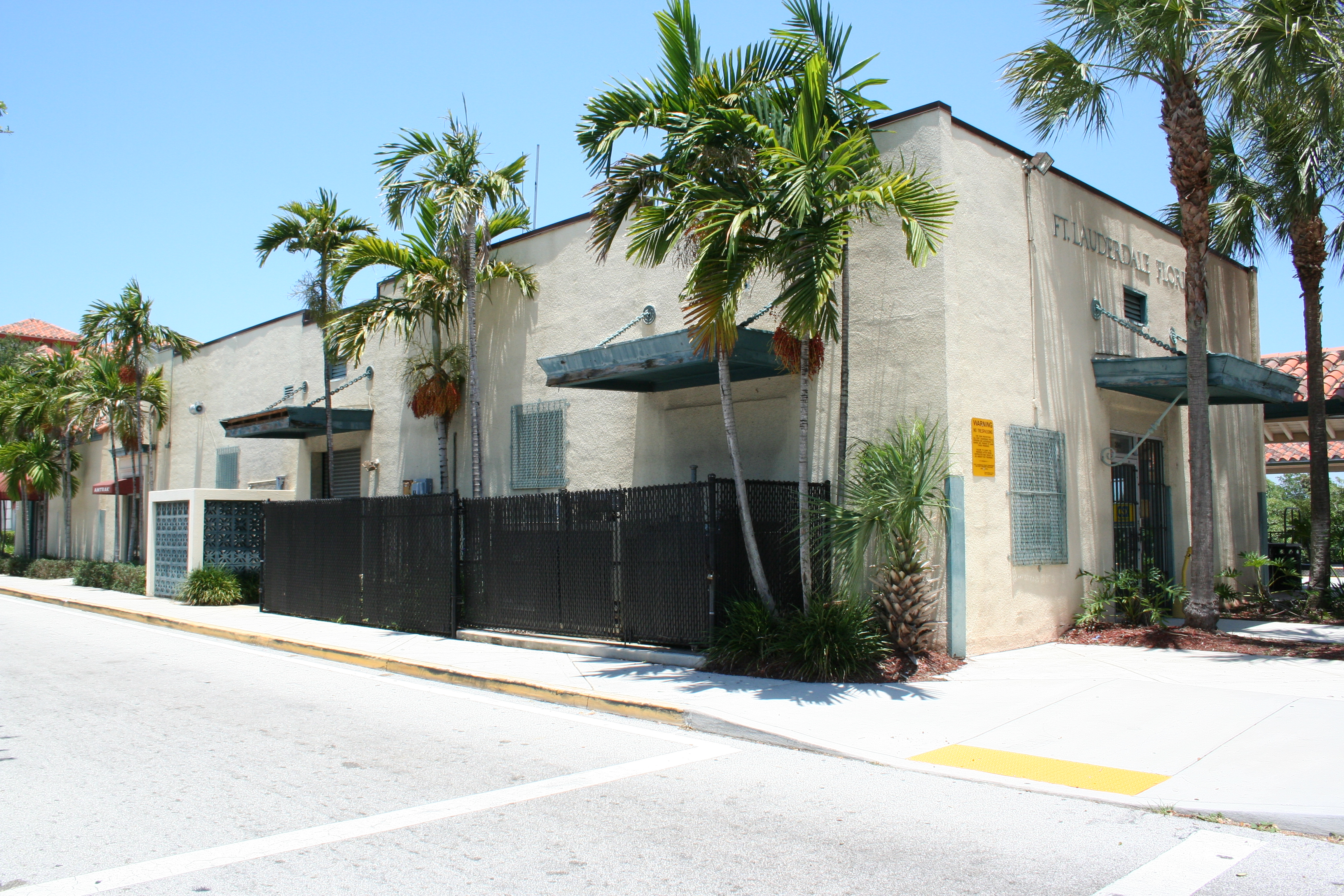
旧シーボード・エア・ライン鉄道の駅舎南西側
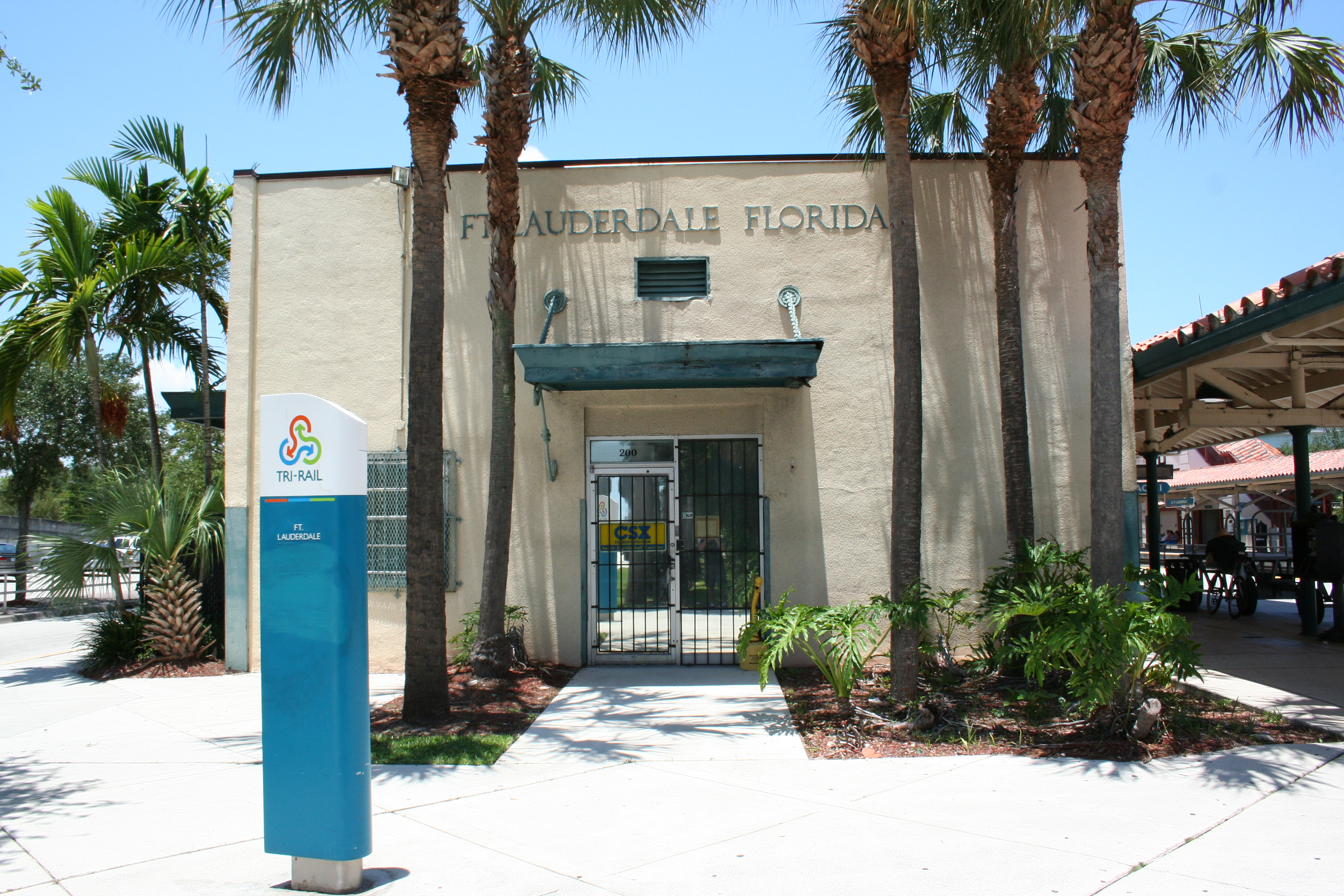
旧シーボード・エア・ライン鉄道の駅舎南側
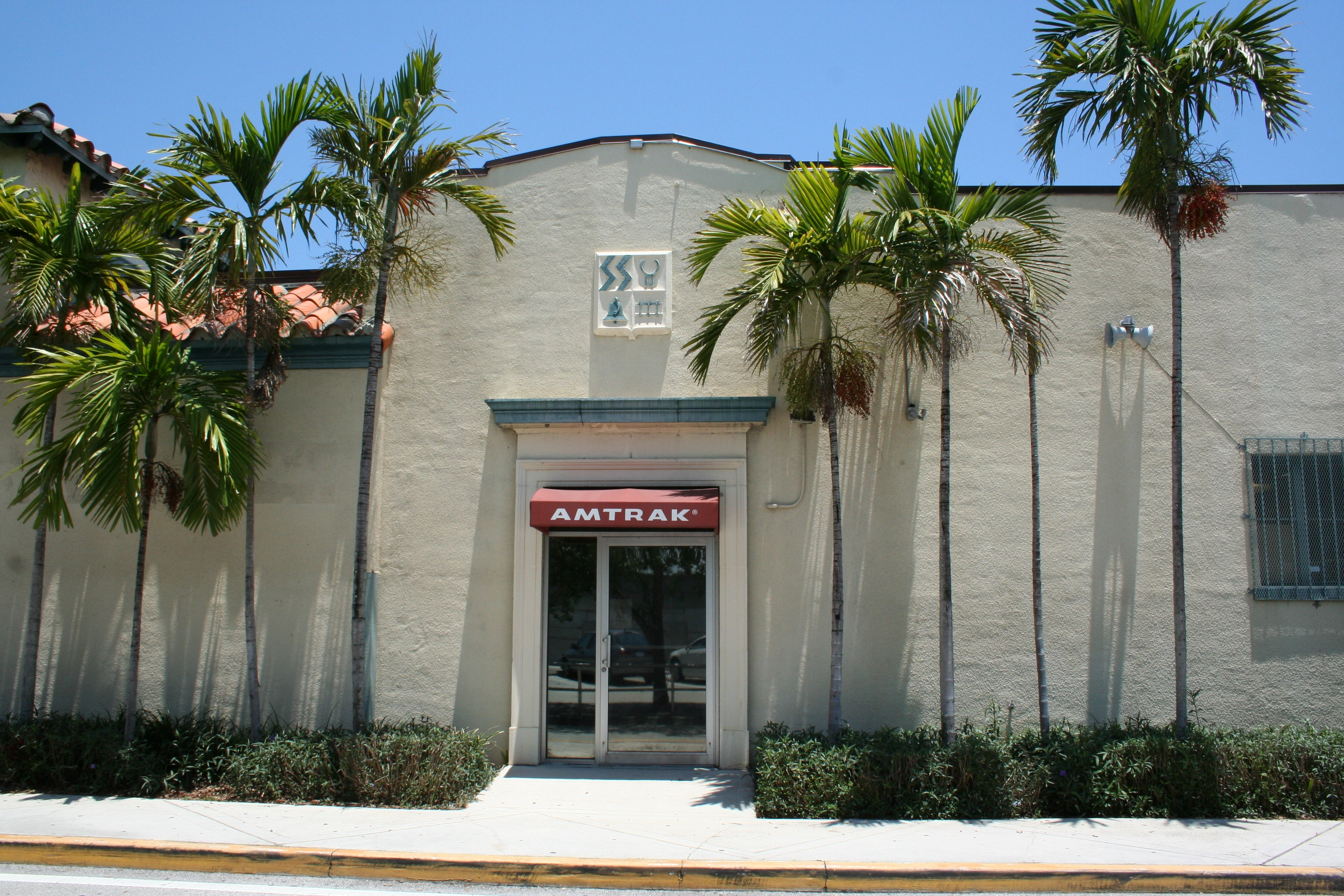
旧有色人種用玄関
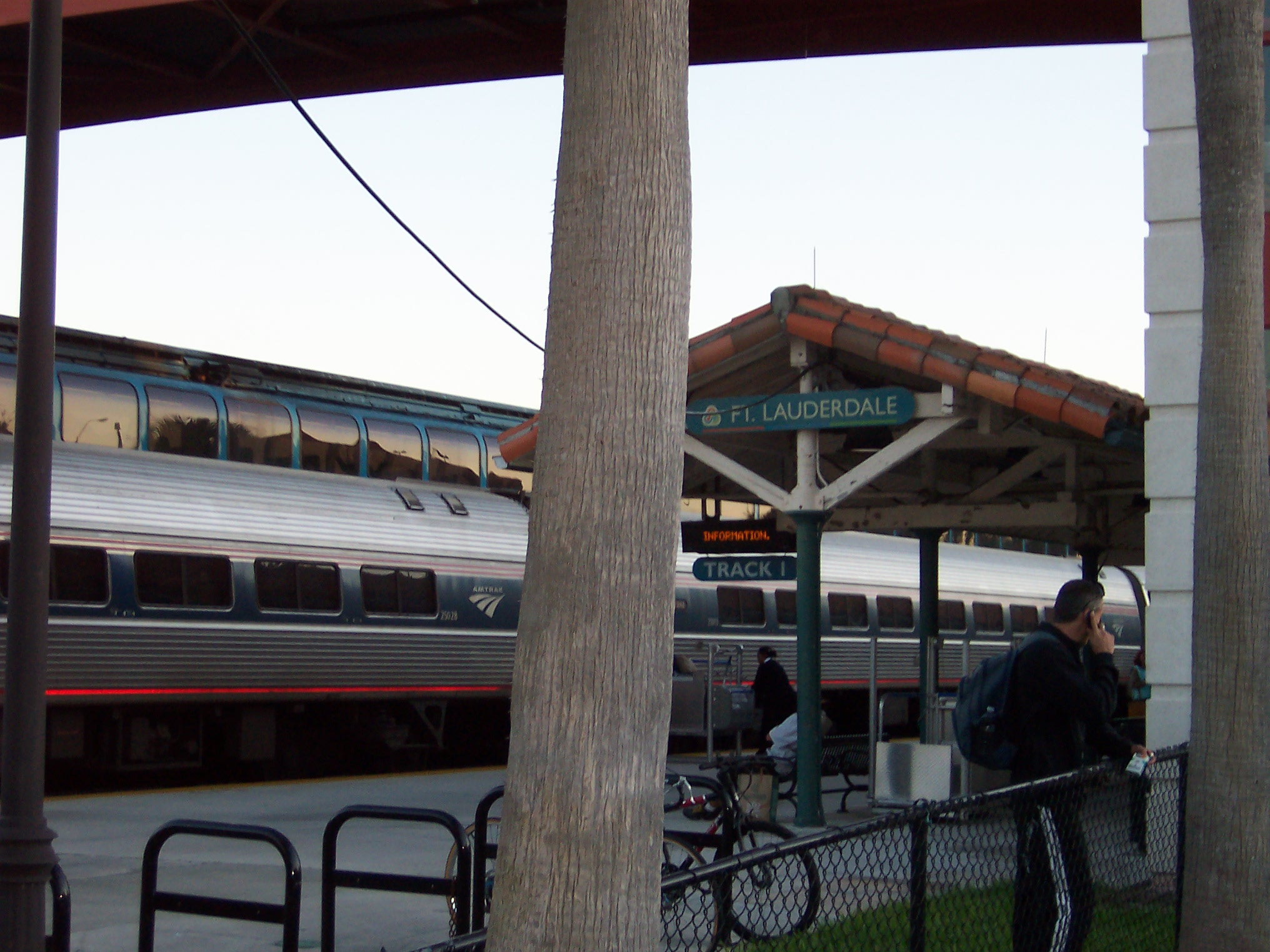
停車するシルバー・スター号とトライ・レール
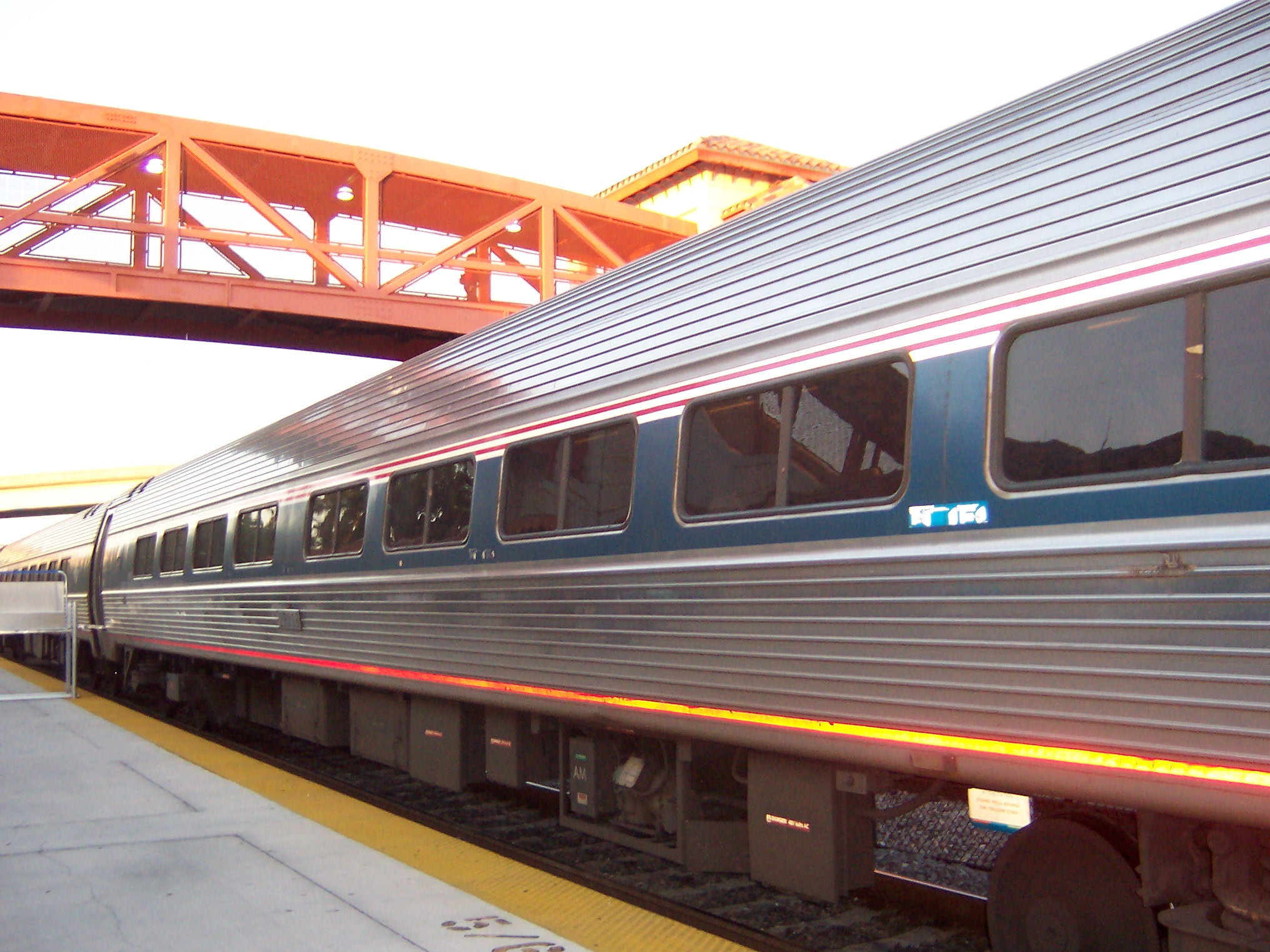
シルバー・スター号と跨線橋